# Enno (Marke)
Enno (Eigenschreibweise enno) ist eine Marke der Metronom Eisenbahngesellschaft. Enno führt den Personennahverkehr auf Bahnstrecken in der Metropolregion Hannover-Braunschweig-Göttingen-Wolfsburg durch. Der Name ist abgeleitet von Elektro-Netz Niedersachsen-Ost.

## Geschichte

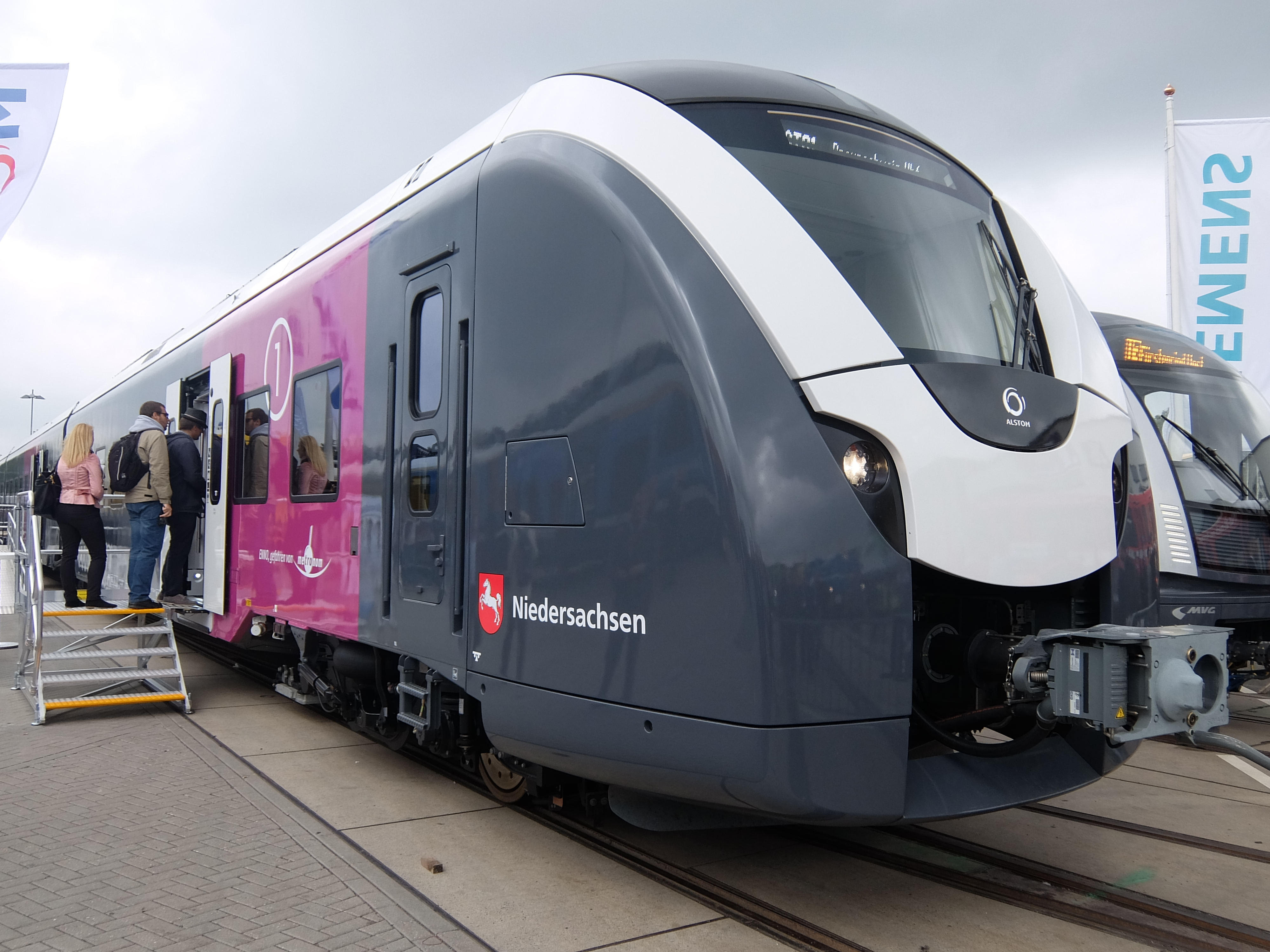
Alstom Coradia Continental auf der InnoTrans 2014

Bereits im Dezember 2012 hatte die „Regionalbahnfahrzeuge Großraum Braunschweig GmbH“, eine Tochterfirma des Zweckverbandes Großraum Braunschweig (ZGB), 20 Züge vom Typ Coradia Continental bei Alstom in Salzgitter im Auftragswert von über 100 Millionen Euro bestellt, die dem betreibenden Verkehrsunternehmen zur Verfügung gestellt werden sollten.
Der Zuschlag für das Elektronetz Niedersachsen Ost (ENNO) ging im August 2014 an die Metronom Eisenbahngesellschaft. Das Verfahren war europaweit vom ZGB, der Landesnahverkehrsgesellschaft Niedersachsen (LNVG) und der Region Hannover ausgeschrieben worden.
Am 16. November 2015 startete ein Probebetrieb der neuen Fahrzeuge zwischen Göttingen und Hannover. Am 13. Dezember 2015 begann dann der reguläre Betrieb auf den beiden Strecken zwischen Wolfsburg und Hannover bzw. Hildesheim.
Im Juli 2024 wurde bekannt, dass Metronom auch den Zuschlag für den nachfolgenden Verkehrsvertrag ab 2025 erhalten hat. Vorgesehen ist, einzelne Verstärkerfahrten der Linie RE 50 von Hildesheim nach Elze (Han) zu verlängern. Diese ersetzen dann auf diesem Abschnitt die Fahrten der Linie RB 77.

## Fahrzeuge

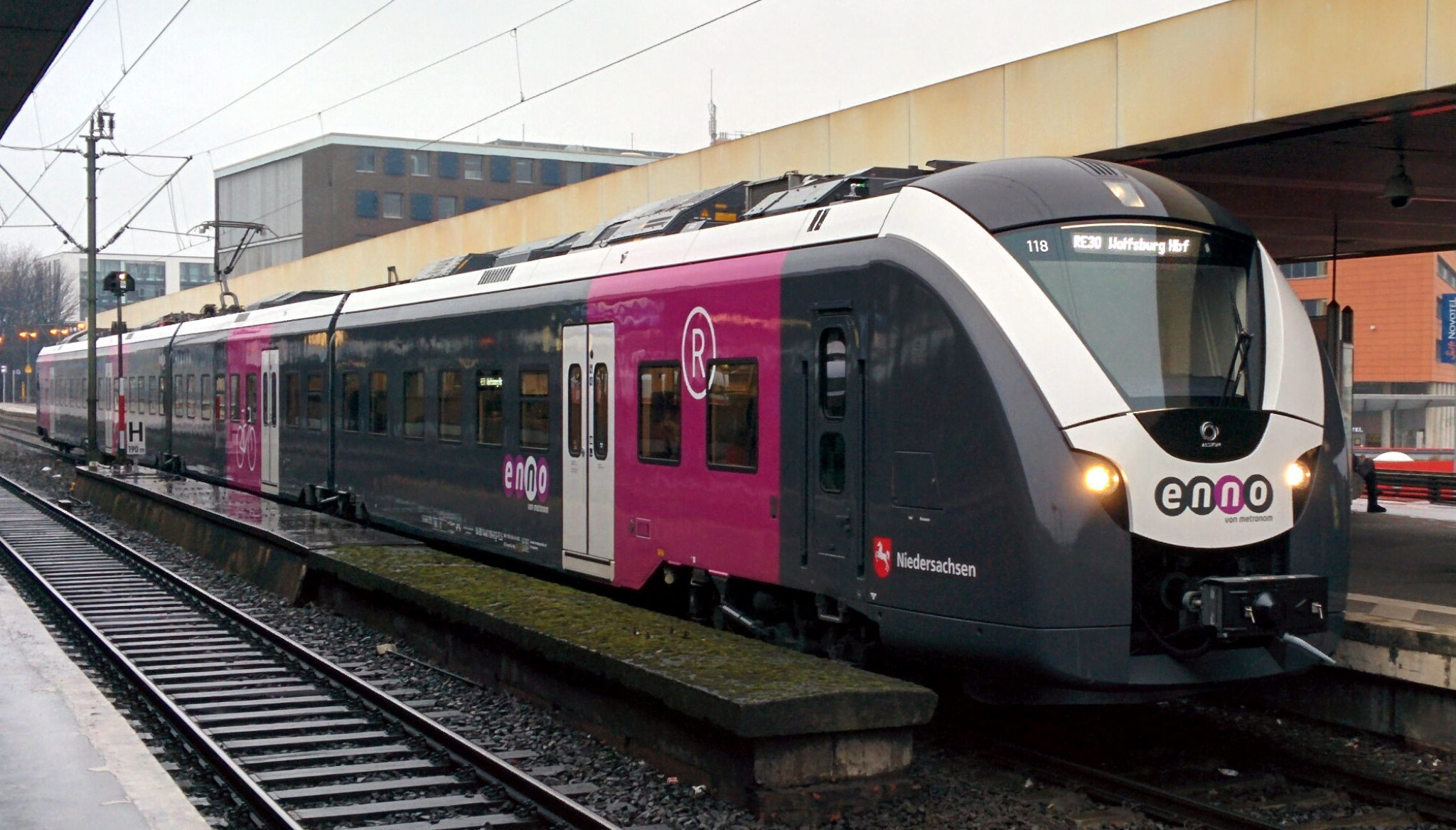
enno 1440-118 in Hannover Hauptbahnhof
RE30 Hannover Hbf – Wolfsburg Hbf

Zum Einsatz kamen bei enno zunächst 20 Triebzüge des Typs Coradia Continental der „Regionalbahnfahrzeuge Großraum Braunschweig“. Diese sind vierteilig und weisen 235 Sitzplätze (zwölf davon in der 1. Klasse) und 275 Stehplätze auf. An vielen Sitzplätzen sind Steckdosen vorhanden, an allen Fenstern Sonnenschutzrollos. Ein dynamisches Fahrgastinformationssystem zeigt den Fahrtverlauf und mögliche Anschlüsse an. Außerdem ist in einem Wagen eine Stammplatzreservierung möglich; zudem verfügt der Zug über WLAN sowie eine Ladesteckdose für E-Bikes und ist barrierefrei zugänglich. Das Außendesign ist in den Farben graphitgrau und verkehrspurpur gestaltet. Der erste Zug wurde am 20. Mai 2014 besichtigt und auf der InnoTrans 2014 der Öffentlichkeit vorgestellt.
Gewartet werden die Fahrzeuge bei Alstom in Braunschweig.
Im Februar 2016 wurden weitere vier Triebwagen bestellt, die im Frühjahr 2017 ausgeliefert wurden.
Im September 2023 bestellte die Regionalbahnfahrzeuge Großraum Braunschweig im Rahmen einer Option fünf weitere Triebzüge zur Lieferung bis April 2026.

## Liniennetz
| Linie | Strecke                                         | Linienweg                                         | Fahrzeug            | Takt                                                             |
| ----- | ----------------------------------------------- | ------------------------------------------------- | ------------------- | ---------------------------------------------------------------- |
| RE30  | Wolfsburg–Lehrte, Lehrte–Hannover               | Hannover Hbf – Gifhorn – Wolfsburg Hbf            | Coradia Continental | 60 Minuten                                                       |
| RE50  | Hildesheim–Braunschweig, Braunschweig–Wolfsburg | Hildesheim Hbf – Braunschweig Hbf – Wolfsburg Hbf | Coradia Continental | 30 min (Braunschweig–Wolfsburg) 60 min (Hildesheim–Braunschweig) |